# 洪雪飞
洪雪飞（1942年—1994年9月14日），女，崑曲、京劇演員，工旦行，中國共產黨黨員，中國國家一級演員。

## 生平
洪雪飛1958年考入北方昆曲劇院学员班。學正旦。師從韓世昌、白雲生、馬祥麟等。後又得姚傳薌、周傳瑛指授。學戲不久即以新編戲《晴雯》中的襲人脱穎而出。1966年北方昆曲剧院解散，洪雪飞转入北京京劇院改演京劇。文革期間參加列為樣板戲的現代京劇《沙家浜》劇組，飾阿慶嫂，拍成彩色電影。1979年北昆恢復建制後重歸昆劇任北方昆曲劇院演員。
洪雪飛是第四屆全國人大代表、北京市第八屆政協委員，1985年獲第二屆中國戲劇梅花獎。
1994年9月14日赴新疆克拉玛依油田演出途中因車禍身亡，終年53歲。